# Atylotus pallescens
Atylotus pallescens är en tvåvingeart som först beskrevs av Walker 1871.  Atylotus pallescens ingår i släktet Atylotus och familjen bromsar.
Artens utbredningsområde är Egypten. Inga underarter finns listade i Catalogue of Life.